# Отвращение (фильм)
«Отвраще́ние» (англ. Repulsion) — британский художественный фильм 1965 года, психологический триллер, снятый режиссёром Романом Полански. Первая часть «квартирной трилогии» Полански, состоящей из фильмов «Отвращение», «Ребёнок Розмари» и «Жилец». Съёмки фильма проходили в Великобритании. «Отвращение» стал первым англоязычным фильмом Полански.

## Сюжет
Кэрол Леду — 20-летняя бельгийка, она работает маникюрщицей в салоне красоты в Лондоне и живёт в одной квартире со своей сестрой Элен. Кэрол — нерешительная девушка, она — интроверт и практически полностью погружена в себя — кажется, что она живёт в каком-то своём мире.
Кроме того, Кэрол ненавидит мужчин — она отказывает в любви своему почитателю Колину, а все его попытки сближения ей неприятны — например, после полученного поцелуя она чувствует отвращение и долго и тщательно чистит зубы.
Ненавидит Кэрол и Майкла, любовника своей сестры Элен, которого та очень любит. Кэрол противно в нём всё — его вещи, его колкости, его присутствие в доме, а также звуковое сопровождение коитальных забав любовников в соседней комнате, которое отчётливо слышно через стену.
Через некоторое время, несмотря на многочисленные просьбы Кэрол остаться, Элен с любовником уезжают на две недели в отпуск в Италию, и за это время странное состояние Кэрол перерастает в психическое расстройство — у неё начинаются опасные и разрушительные для психики галлюцинации. Ей мерещатся трещины, сами собой появляющиеся в стене, руки, которые тянутся, чтобы её схватить, искажается перспектива комнат квартиры… Вернувшись домой, её сестра обнаружила два мужских трупа, полуразложившуюся кроличью тушку в холодильнике (Кэрол испытывает отвращение ко всему плотскому, в том числе и к еде) и Кэрол, находящуюся практически в бессознательном состоянии.

## В ролях
- Катрин Денёв — Кэрол Леду
- Джон Фрэйзер — Колин
- Ивонн Фурно — Элен Леду
- Ян Хендри — Майкл
- Патрик Уаймарк — домовладелец
- Рене Хьюстон — мисс Бэлч
- Валери Тейлор — мадам Денис
- Джеймс Виллерс — Джон
- Хелен Фрэйзер — Бриджет
- Хью Фатчер — Регги
- Моника Мерлин — миссис Рендлсхэм

Сам режиссёр Роман Полански снялся в своём фильме в камео, в роли игрока на ложках.

## Производство
Фильм был снят кинокомпанией Compton Group, ранее снимавшей софтпорно. Компания хотела переориентироваться на выпуск фильмов ужасов. Представитель компании, Майкл Клингер настаивал на съёмках прямолинейного фильма ужасов, и отверг первоначально предложенный Полански сценарий «Если Кательбах придёт», по которому впоследствии будет снят фильм «Тупик». Жерар Брак и Полански потратили около трёх недель на написание нового сценария, которой бы выглядел как обычный жанровый фильм. Новый сценарий удовлетворил Клингера. Сопродюсерами фильма выступили Джин Гутовски и Сэм Вайенберг.
Полански пригласил оператора Гилберта Тэйлора, работой которого в фильме «Доктор Стрейнджлав» он был впечатлён. Художником-постановщиком фильма стал Сеамус Фланнери. Вместе с Полански они создали движущиеся декорации в квартире Кэрол. Работа над фильмом сопровождалась напряжёнными отношениями с продюсером Клингером, так как Полански затягивал съёмки отдельных сцен и существенно превышал бюджет. Однако финальным результатом Клингер был удовлетворён, известно его высказывание после выхода фильма «это было как заказать Мини Купер, а получить Роллс-Ройс». Клингер также согласился продюсировать второй фильм Полански по первоначально отвергнутому им сценарию «Если Кательбах придёт».

## Художественные особенности
Полански использует в фильме естественную перспективу: камера находится на том же расстоянии, на котором бы теоретически мог находиться наблюдатель. Фокусное расстояние соответствует полю зрения человеческого глаза. Таким образом, зрителю легче поверить в реальность происходящего на экране. Зритель медленно погружается в действие, а затем, в нужное время, резкий оркестровый диссонанс отталкивает, или отвращает, зрителя. Грегори в своём документальном фильме «Британский фильм ужасов», называет этот приём «Венериной мухоловкой». Чтобы достичь этого эффекта, Полански концентрируется на деталях, которые не продвигают вперёд основное действие фильма, скучающий зритель погружается в подобие гипнотического сна. Тем самым, в нужный момент достигается усиление шокирующего воздействия на зрителя. Сам Полански описывает этот эффект так:

Во время первых просмотров, я видел людей, выпрыгивающих из своих кресел. Я испытывал удовлетворение, я думал «это работает, мы шокировали их». Но мы можем шокировать кого-то, только если предварительно убаюкаем его, только когда он уже находится на грани скуки.
Оригинальный текст (англ.)At the first screening I saw people jumping up from their seats. That gave me great satisfaction and I though «it works, we zapped them». But we can only zap someone when we have lulled them into som kind of peace, when he is almost on the verge of boredom.
— DVD-комментарий Полански на издании 2003 года, временная метка 00:45:21.

## Отзывы
Газета New York Times назвала фильм одним из лучших фильмов 1965 года: 

В водовороте насилия и ужаса этого фильма, мистер Полански воздвиг впечатляющую концепцию боли и пафоса душевнобольных. Он, несомненно, поставил один из лучших фильмов года.
Оригинальный текст (англ.)Within the maelstrom of violence and horror in this film, Mr. Polanski has achieved a haunting concept of the pain and pathos of the mentally deranged. He has delivered undoubtedly one of the best films of the year.
— New York Times, 4 oct 1965.
Во время своей командировки в Лондон фильм посмотрел известный советский режиссёр Григорий Козинцев. Он составил весьма скептическое мнение о фильме:

В одной из таких картин зрителей вовсю пугали чертовщиной; руки вытягивались из стен и тянулись к девице, помешавшейся на каком-то комплексе; наводили страхи ночной темнотой и ночной пустотой; заставляли содрогнуться от блеска лезвия бритвы, сверкавшего в лунном свете… Все там было. Я, к сожалению, оказался плохим, невосприимчивым зрителем. Волосы упорно не подымались дыбом. Но вот в каком-то кадре героиня открыла кран и, терзаемая чем-то зловещим, забыла его закрыть. Вода лилась, переполняла ванну, заливала пол…
Я покрылся холодным потом: ужас перебранки с жильцами нижнего этажа, неизбежность ремонта, запивший маляр… Кошмары душили меня. Оживали картины одна страшнее другой; леденея, я уже не мог оторваться от экрана.
— Григорий Козинцев, Пространство трагедии (Дневник режиссера)

## Награды
Фильм завоевал две премии на Берлинском международном кинофестивале:
- 1965 — Премия ФИПРЕССИ (Роман Полански)
- 1965 — «Серебряный медведь» (специальный приз жюри, Роман Полански)

### Номинации
- 1965 — «Золотой медведь» Берлинского международного кинофестиваля (Роман Полански)
- 1966 — Премия BAFTA за лучшую операторскую работу (Гилберт Тейлор)